# The Same Boat
«El Mismo Barco» (título original en inglés: «The Same Boat») es el decimotercer episodio de la sexta temporada de la serie de televisión The Walking Dead. Se estrenó el día 13 de marzo de 2016, la cadena Fox hizo lo mismo el día 14 del mismo mes en España e Hispanoamérica. Fue dirigido por Billy Gierhart y en el guion estuvo a cargo Ángela Kang.
Este episodio se centra en los personajes de Carol (Melissa McBride) y Maggie (Lauren Cohan), que son capturadas por miembros de Negan, un grupo conocido como los salvadores. Marca un punto de inflexión en un arco argumental en curso para Carol, ella es de carácter frío y un complemento de los miembros más despiadados del grupo de Rick (Andrew Lincoln), quien se ve obligada a volver a examinarse y teóricamente a enfrentarse a sí misma a través se enfrenta a una asesina despiadada llamada Paula (Alicia Witt).

## Previamente
Carol Peletier (Melissa McBride) y Maggie Greene (Lauren Cohan) son dos mujeres supervivientes en un mundo posapocalíptico invadido por zombis, conocidos coloquialmente como "caminantes", "errantes" o "mordedores". Otros miembros de su grupo, incluido el amigo íntimo de Carol Daryl Dixon (Norman Reedus) y el devoto esposo de Maggie Glenn Rhee (Steven Yeun), fueron dirigidos recientemente por Rick Grimes (Andrew Lincoln) para hacer un asalto preventivo contra otra comunidad de sobrevivientes conocidos como "Los Salvadores".
Daryl había sido previamente amenazado por un grupo de salvadores quien logró eliminarlos, y Maggie llega un acuerdo mercenario con Hilltop para eliminar a los salvadores y a su líder, Negan. Utilizando tácticas despiadadas como matar personas mientras duermen y matar a los que intentan escapar, el grupo masacra a dos docenas de salvadores. Aunque uno de los aliados más incondicionales de Rick, Carol rechazó su asignación en el ataque principal e insistió en quedarse con una Maggie embarazada en el banquillo.
Antes del apocalipsis, Carol era una ama de casa de carácter dosil y maltratada por su esposo abusivo Ed Peletier. Ella siguió haciendo su destino en manos de otros y en la fe religiosa hasta que su su hija es desaparecida, Sophia, ella había estado orando para que regrese sana y salva, hasta que se reveló con su paradero en el granero de la granja de Hershel convertida en una caminante.
Carol gradualmente se volvió más segura de sí misma y más capaz como sobreviviente hasta el punto en que comenzó a tomar decisiones de vida o muerte para el grupo. Mostró una astucia al aniquilando a otros que estaban amenazando a su grupo, disfrazándose de una caminante, y el hacerse pasar por una ama de casa suburbana, y en especial cuando se disfraza de un miembro de una fuerza invasora, Carol fue particularmente despiadada al lidiar con un grupo asesino de supervivientes salvajes llamados los Lobos, pero se conmovió cuando ella contribuyó a la muerte del líder de los Lobos solo para darse cuenta de que compartían el mismo objetivo: proteger a la doctora de su comunidad.

## Trama
Por la noche, en el bosque, Carol se detiene con Maggie quien quería unirse a la batalla de armas contra Los Salvadores. Cuando se enfrentan, aparece un Salvador llamado Donnie (Rus Blackwell). Carol le dispara a Donnie antes de que ella y Maggie se vean rodeadas y logra herir a Donnie en el hombro, repentinamente aparecen otros tres salvadores: Paula (Alicia Witt), Michelle (Jeananne Goossen) y Molly (Jill Jane Clements). Mientras amanece, el grupo de Paula observa a Daryl (Norman Reedus) capturando a un salvador llamado Primo (Jimmy Gonzales), y, para detener la paliza salvaje infligida sobre él, Paula le dice a Rick (Andrew Lincoln), en un walkie-talkie, que han capturado a Maggie y Carol. Rick intenta negociar un intercambio de prisioneros, pero, mientras Donnie necesita la atención médica que Primo podría brindar, Paula siente que están en desventaja contra el grupo de Rick y decide retirarse.
Mientras esperan refuerzos y deciden su próximo movimiento, Paula y su grupo llevan a Carol y Maggie a un antiguo matadero, donde los salvadores han guardado suministros guardados por caminantes atrapados. Carol se muestra asustada y débil de voluntad, mientras revela que Maggie está embarazada en un esfuerzo por protegerla. Donnie sufre un insoportable daño nervioso a causa de un torniquete e intenta sacar sus frustraciones golpeando a Carol, pero Paula le golpea con una pistola, quien le dice a Donnie que no lo culpa y casualmente acepta la violencia. Paula le dice a Carol que está dispuesta a matar a tantas personas como sea necesario para mantenerse con vida. Carol está horrorizada de verse en Paula.
A través del walkie-talkie, Paula dirige a Rick a un lugar para un intercambio de prisioneros, pero cree que está siendo engañoso y rastreándolos. Paula, Michelle y Molly se preparan para huir en el momento en que llegan sus refuerzos o emboscar al grupo de Rick si llega primero al matadero. Sin protección, Carol puede liberarse a sí misma y a Maggie, que insiste en matar a sus captores. Viendo que Donnie ya murió desangrado por la herida de bala, usan un Donnie zombificado para emboscar a Molly, un Donnie caminante muerde en el brazo a Molly quien luego acaba con su zombificación y Maggie aparece y le quita su arma y la golpea hasta la muerte. Paula los atrapa mientras son acorraladas en unas zanjas con caminantes, pero Carol tiene la ventaja y hiere a Paula cuando los caminantes se sueltan. Maggie pelea con Michelle, quien le corta el estómago con un cuchillo; Carol luego le dispara a Michelle en la cabeza matandola en el acto. Paula pelea con Carol, quien la atraviesa con una espina y la deja para ser devorada por un caminante. Carol toma la radio de Paula e imita la voz de Paula para decirle a los refuerzos del Salvador que se reúnan con ellos en el piso de la muerte. Allí, atrapa a los cinco salvadores y los quema vivos con gasolina y un cigarrillo encendido.
Matando a los caminantes en su camino de salida, Maggie y Carol llegan a la entrada justo cuando llega su propio grupo. Glenn (Steven Yeun) y Daryl los abraza. Carol admite a Daryl que no está bien, mientras que Maggie le dice a Glenn, "ya no puedo". Con todos sus amigos muertos, Primo le dice a Rick que él es Negan, pero Rick, sin dudarlo, le dispara al prisionero atado en la cabeza mientras Carol lo mira sorprendida quedando en estado de shock.

## Producción y Guion
Los actores Chandler Riggs (Carl Grimes), Michael Cudlitz (Abraham Ford), Lennie James (Morgan Jones), Sonequa Martin-Green (Sasha Williams), Josh McDermitt (Eugene Porter), Alanna Masterson (Tara Chambler), Ross Marquand (Aaron) y Austin Nichols (Spencer Monroe) no aparecen en este episodio pero igual se les acredita.
Este episodio marca la entrada y salida de la actriz recurrente Alicia Witt (Paula) debido a que su personaje es asesinado en el episodio.
El lugar del matadero fue creado para la filmación.

## Recepción

### Recepción de la crítica
El episodio recibió elogios de la crítica. Lleva a cabo una calificación positiva del 100% con una puntuación media de 8,2 sobre 10 en la revisión agregada en Rotten Tomatoes. el consenso de los críticos dice lo siguiente: "The Same Boat" tiene un fuerte foco hembra continuando el arco de Carol mientras que la profundización de la anticipación visual para la llegada de mal agüero Negan.
Jeremy Egner de  The New York Times  comentó positivamente sobre la complejidad de la división de Carol entre artimañas y emoción real, diciendo "Como siempre, Carol hizo todo lo necesario para sobrevivir y proteger a sus cohortes, y lo hizo de una manera particularmente brutal, [...] pero parece cada vez más incapaz de evitar calcular el peaje "¿Estás bien?" Daryl preguntó cuándo llegó. "No", respondió ella, y eso fue antes de que Rick ejecutara al Salvador restante justo en frente de ella. Hará falta más que unos pocos Ave María para hacer esa imagen, entre muchos otros, que se larguen.
TVLine nombró a Alicia Witt su "Intérprete de la semana", elogiando su actuación en el episodio, mientras que McBride fue nombrado "Artista de la semana" por Collider. Lenika Cruz y David Sims de The Atlantic lo llamaron "el episodio más feminista abiertamente hasta ahora" y el episodio "fue un escrito y ejecutado [episodio de botella], diseñado en gran medida para subvertir el tropo de la mujer indefensa".
Laura Prudom de Variety elogió el episodio y escribió que es "una pieza incisiva de cámara que sirve como un análogo convincente del" Not Tomorrow Yet de la semana pasada en su examen sorprendentemente profundo del relativismo moral, hábilmente escrito por Angela Kang y dirigido con intensidad claustrofóbica por Billy Gierhart."

### Índices de audiencia
El episodio promedió una calificación de 6,0 en adultos 18-49, con 12,53 millones de espectadores en general.